# Гулиев, Эмин (футболист)
Эми́н Гули́ев (азерб. Emin Quliyev; род. 12 апреля 1977, Баку) — азербайджанский футболист и тренер. Амплуа — полузащитник. Играл в сборной Азербайджана.
На конец 2012 года — и. о. главного тренера клуба «Хазар-Ленкорань».

## Биография
Профессиональную футбольную карьеру начал в 1993 году с выступлений за команду высшей лиги «Иншаатчи» (Сабирабад).
В 1997—1999 играл за «Динамо» (Баку). Сезон 1999/00 играл за клуб «Кяпаз» (Гянджа). В начале 2001 переехал в Болгарию, играл за болгарские клубы «Ловеч» (Ловеч) и «Черно море» (Варна).
В сезоне 2001/02 вернулся в Азербайджан, играл за «Нефтчи» (Баку). В 2003 выступал за российский клуб «Алания» (Владикавказ). В середине года вернулся в «Нефтчи».
В 2005—2009 — игрок футбольного клуба «Хазар-Ленкорань». Перед началом сезона 2007/08 был назначен капитаном команды, однако уже в августе лишен капитанской повязки за неспортивное поведение в матче Кубка УЕФА против «Динамо» (Загреб).
Завершив игровую карьеру, перешёл на тренерскую работу. Имеет тренерскую лицензию УЕФА категории «В», которую получил летом 2012 года.
В сентябре 2012 года назначен тренером «Хазар-Ленкорань». В ноябре 2012 года, после увольнения с поста главного тренера «Хазар-Ленкорань» Юниса Гусейнова работал исполняющим обязанности главного тренера.

## Сборная Азербайджана
В составе сборной Азербайджана сыграл 50 матчей с 2000 по 2008 годы.

## Достижения
- Обладатель Кубка Азербайджана: 1999/00 (в составе Кяпаз (Гянджа)
- Чемпион Азербайджана: 2003/04 (в составе «Нефтчи»), 2006/07 (в составе «Хазар-Ленкорань»)
- Серебряный медалист чемпионата Азербайджана: 2000/01 (в составе «Нефтчи»), 2004/05 (в составе «Хазар-Ленкорань»)
- Обладатель Кубка Азербайджана: 2003/04 (в составе «Нефтчи»), 2006/07, 2007/08 (в составе «Хазар-Ленкорань»)
- Обладатель Кубка чемпионов Содружества 2008 года в составе клуба «Хазар-Ленкорань»[10]
- Финалист Кубка чемпионов Содружества 2005 года в составе клуба «Нефтчи» (Баку)